# Дидуш, Мурад
Мура́д Диду́ш; в современном Алжире его имя обычно записывается в обратном порядке — сперва фамилия, затем имя — Диду́ш Мура́д (араб. ديدوش مراد‎, фр. Didouche Mourad, кабильск. Diduc Muṛad; 1922, Алжир — 18 января 1955, Конде-Сменду, ныне Зигуд-Юсеф) — деятель алжирского революционного движения.

## Биография
Родился в 1922 году в городе Алжире, Французский Алжир в кабильской семье среднего достатка. С ранних лет занялся политикой, был сторонником независимости Алжира. Вступил в Партию алжирского народа и Движение за триумф демократических свобод, стал членом его боевого крыла, которое называлось Специальной организацией. После запрета Специальной организации бежал во Францию, где находился на нелегальном положении и сотрудничал с Мухаммедом Будиафом. Стал одним из 22 учредителей революционной организации Революционный комитет единства и действия. После начала Войны за независимость Алжира был организатором вооружённого восстания в так называемой зоне 2 (район города Константины). Несмотря на незначительное количество находившихся под его командованием людей, Дидушу удалось нанести несколько серьёзных поражений французским войскам. Погиб в бою с французскими десантниками 18 января 1955 в коммуне Конде-Сменду, ныне Зигуд-Юсеф).

## Память
Мурад Дидуш считается в Алжире одним из девяти «исторических руководителей» (фр. chefs historiques). После обретения страной независимости его именем названа одна из центральных улиц алжирской столицы (бывшая улица Мишле, фр. rue Michelet) и коммуна в вилайете Константина.